# Archytas palliatus
Archytas palliatus är en tvåvingeart som beskrevs av Charles Howard Curran 1928. Archytas palliatus ingår i släktet Archytas och familjen parasitflugor.
Artens utbredningsområde är Costa Rica. Inga underarter finns listade i Catalogue of Life.